# Miguel Lebrija
Miguel Lebrija Urtetegui (20 de noviembre de 1887 – 15 de diciembre de 1913) fue un destacado aviador mexicano.
Nació en la Ciudad de México. Sus padres fueron Miguel Lebrija Siurob y María Urtetegui.
Realizó sus estudios en el Colegio Williams. Posteriormente fue secretario particular del gerente de la Compañía Mexicana de Luz y Fuerza Motriz.
En 1909 construyó y voló un planeador, siendo impulsado por un automóvil en la hacienda de San Juan de Dios en Tlalpan.
El 3 de agosto de 1912 pilotando un avión tipo Deperdussin alcanzó una altura de 300 metros. A partir de ese momento sus vuelos sobre la capital ocurrieron casi sin interrupción. Fue el primer mexicano que voló sobre la Catedral Metropolitana de la Ciudad de México y el primero en alcanzar alturas superiores a 1000 metros.
El 4 de abril de 1913, en un avión de la misma marca y en compañía del piloto Juan Guillermo Villasana, ejecuta un simulacro de bombardeo aéreo, en el Aeródromo de Balbuena, usando bombas Martín Hale.
El Gobierno Mexicano lo nombró Mayor jefe de la aviación y se le envió a Francia con objeto de adquirir varios aviones para el Ejército Mexicano; desempeñando este encargo tuvo que atenderse de urgencia una lesión en su pierna derecha. 
Muere a los 26 años de edad, luego de ser operado en Francia, sus restos fueron transportados a México y sepultado en el Panteón Francés de la Piedad.